# Paul Soles
Paul Soles est un acteur canadien né en 1930 à Toronto (Canada) et mort le 26 mai 2021.

## Biographie
Il travailler dans un Macdo dans les années 50

## Filmographie

### comme acteur
- 1954 : Wayne and Shuster (série télévisée)
- 1960 : Midnight Zone (série télévisée) : Host
- 1964 : Rudolph, the Red-Nosed Reindeer (TV) : Hermey (voix)
- 1965 : Willie McBean & His Magic Machine (voix)
- 1965 : Portrait (série télévisée) : Regular
- 1966 : The Marvel Superheroes (série télévisée) : Additional Voices (voix)
- 1966 : Captain America (série télévisée) : Additional Voices (voix)
- 1966 : Hulk (série télévisée) : Dr. Bruce Banner / Rick Jones (voix)
- 1966 : Iron Man (série télévisée) : Harold 'Happy' Hogan
- 1966 : Charlie Had One But He Didn't Like It, So He Gave It to Us (série télévisée) : Regular
- 1966 : Rocket Robin Hood (série télévisée) : Marcus (voix)
- 1971 : This Is the Law (série télévisée) : The Lawbreaker (1971-1976) / Host (1971)
- 1972 : The Wonderful Stories of Professor Kitzel (série télévisée) : Narrator (voix)
- 1975 : Noah's Animals (TV) : Crocodile
- 1977 : Last of the Red-Hot Dragons (TV) : Crocodile (voix)
- 1977 : The King of Beasts (TV) : Crocodile (voix)
- 1978 : Canada After Dark (série télévisée) : Host
- 1978 : The Little Brown Burro (TV) : Omar (voix)
- 1977 : Beyond Reason (série télévisée) : Host (1979-1980)
- 1981 : Ticket to Heaven : Morley
- 1982 : Fremdes Land oder Als die Freiheit noch zu haben war (feuilleton TV) : Mr. Steinberg
- 1983 : The Magic Show (TV) : Manny
- 1984 : Le Marchand d'armes (The Gunrunner) : Loebman
- 1984 : Une fille à aimer (Just the Way You Are) d'Édouard Molinaro : Arthur Berlanger
- 1986 : Doing Life (TV) : Epstein
- 1987 : The Last Straw
- 1987 : Really Weird Tales (TV) : Professor Tistaert ('I'll Die Loving')
- 1988 : Family Reunion : Morris
- 1990 : Falling Over Backwards : Harvey
- 1992 : Beethoven Lives Upstairs (TV) : Mr. Schindler
- 1993 : Hush Little Baby (TV) : Dewey
- 1993 : The Lotus Eaters : Tobias Spittle
- 1994 : Procès devant jury (Trial by Jury) : Mr. Kriegsberg, Juror
- 1996 : Einstein: Light to the Power of 2 (TV) : Albert Einstein
- 1996 : The Abduction (TV) : Weisner
- 1996 : Danielle Steel: Souvenirs d'amour (Remembrance) (TV) : Judge
- 1997 : Riverdale (série télévisée) : Costas
- 1998 : Hidden Agenda : Wilhelm Engelmann
- 1998 : Teen Knight : Mr. Percy / Perceval
- 1998 : Shadow Builder : Mr. Butterman
- 1998 : L'Amour après la mort (The Marriage Fool) (TV) : Warren
- 1999 : Les Cinq Sens (The Five Senses) : Mr. Bernstein
- 2000 : Mattimeo: A Tale of Redwall (série télévisée) : Ambrose Spike (voix)
- 2000 : Learning to Swim : Man
- 2001 : The Score : Danny
- 2003 : In the Family (TV) : Irving 'The Pickle' Brinkman
- 2004 : Siblings : Grandpa
- 2005 : Funpak (série télévisée) : The Commissioner (voix)
- 2005 : Terminal City (feuilleton TV) : Saul
- 2008  : L'Incroyable Hulk (The Incredible Hulk) de Louis Leterrier : Stanley